# جزيرة بادري

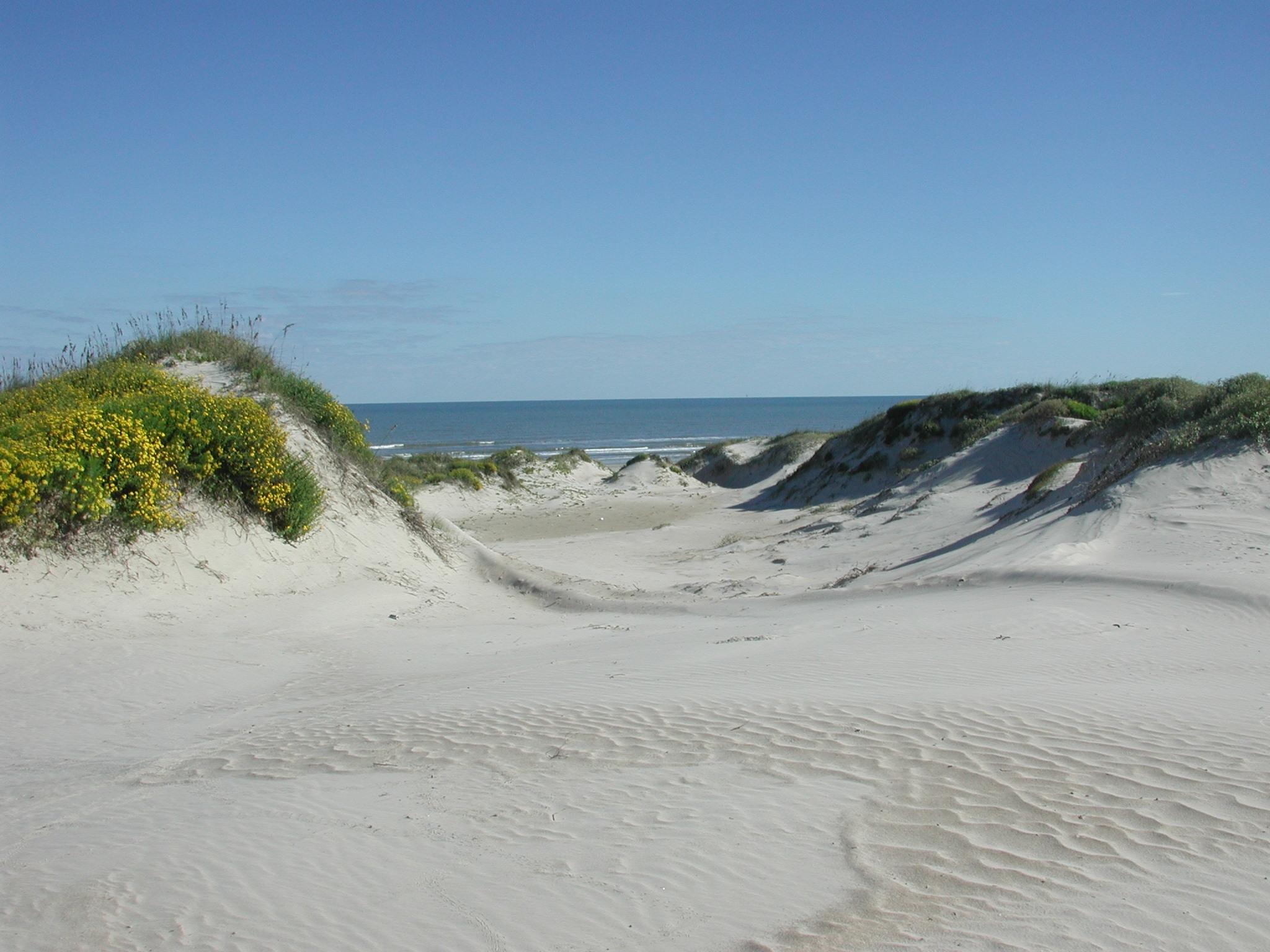
كثبان جزيرة بادري الرملية

جزيرة بادري (Padre Island) هي أكبر جزر تكساس الحاجزة وأطول جزيرة حاجزة في العالم. 
تقع الجزيرة على طول الساحل الجنوبي لخليج المكسيك في تكساس وتشتهر بشواطئها الرملية البيضاء. واسمها يعني الأب باللغة الإسبانية، وقد سُميت على اسم الأب خوسيه نيكولاس بالي (1770-1829)، الذي امتلك الجزيرة وعمل كاهنًا تبشيريًا وجامعًا للأموال لجميع الكنائس في وادي ريو غراندي. كما أسس أول بعثة في مقاطعة كاميرون الحالية.
تعد جزيرة بادري ثاني أكبر جزيرة من حيث المساحة في الولايات المتحدة المتجاورة، بعد لونغ آيلاند في نيويورك على ساحل المحيط الأطلسي.
يبلغ طولها حوالي 113 ميل (182 كـم)  وعرضها 1.8 ميل (3 كـم)،  وتمتد من مدينة كوربوس كريستي في الشمال، إلى المنتجع بجزيرة ساوث بادري في الجنوب.
شكل الجزيرة على الخريطة من الشمال إلى الجنوب، ويحدها من الشرق خليج المكسيك وبحيرة مادري من الغرب. ويتصل الطرف الشمالي للجزيرة بجزيرة موستانج عبر طريق. وينفصل الطرف الجنوبي للجزيرة عن جزيرة برازوس بواسطة ممر برازوس سانتياغو.
تقع بلدة ساوث بادري آيلاند على نهايتها الجنوبية، وتقع مدينة كوربوس كريستي في الطرف الشمالي، لكن الجزيرة ككل قليلة السكان. ويتم الحفاظ على الجزء المركزي من الجزيرة في حالة برية طبيعية مثل شاطئ جزيرة بادري الوطني وجزء من الجزيرة السفلية محمي كجزء من محمية لاجونا أتاسكوسا الوطنية للحياة البرية.
وفي عام 1964، تم تقسيم الجزيرة بواسطة قناة بورت مانسفيلد الاصطناعية. وغالبًا ما يتم استخدام المصطلحين «جزيرة بادري الشمالية» و «جزيرة بادري الجنوبية» للإشارة إلى الأجزاء المنفصلة من الجزيرة. وتخضع جزيرة بادري ضمن السلطات القضائية لمقاطعات كاميرون وكينيدي وكليبيرج ونويسيس وويلاسي في تكساس